# Massimo Maugeri

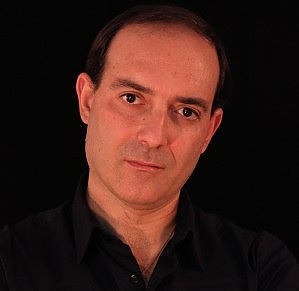
Massimo Maugeri, 2013

Massimo Maugeri (* 18. Mai 1968 in Catania) ist ein italienischer Schriftsteller, Blogger und Radiomoderator.

## Karriere
Massimo Maugeri ist Gründer und Direktor von Letteratitudine, einem der bekanntesten und beliebtesten Literaturblogs in Italien. Der im September 2006 online gegangene Blog hat sich zu einer eigenständigen literarischen und kulturellen Marke entwickelt, mit Radiosendungen, Rubriken in der Presse und Accounts in den sozialen Medien.
Bekannt für seine Analysen zur italienischen Literatur der Gegenwart, dient der Blog als Plattform für Debatten über Literatur, Kultur und Kunst. Maugeri moderiert auch eine Radiosendung, die Büchern und kulturellen Themen gewidmet ist. Er hat mehrere Romane und Essays geschrieben, die von der Kritik positiv aufgenommen wurden und zahlreiche Literaturpreise erhalten haben. Zu seinen Werken zählen Identità distorte, Cetti Curfino, Trinacria Park und Il sangue della montagna.
Viele seiner Texte befassen sich mit Themen wie Identität, sozialer Verzerrung und der kulturellen Landschaft Siziliens. Neben seiner literarischen Tätigkeit hat Maugeri umfangreiche Beiträge zu den Kulturspalten von Zeitungen und Magazinen geleistet und sich als zentrale Figur der zeitgenössischen italienischen Literatur etabliert. Er hat an verschiedenen Literaturfestivals und Veranstaltungen in Italien sowie international teilgenommen.Maugeri hat Preise wie den Premio Martoglio und den Premio Vittorini erhalten, die seine Beiträge zur italienischen Literatur und Kultur würdigen.

## Veröffentlichungen

### Romane
- Identità distorte (Prova d'Autore, 2005). ISBN 978-8-88855-561-4 (liberolibro.it)
- Trinacria Park (Edizioni e/o, 2013 - Premio Vittorini). ISBN 978-8-86632-311-2 (edizionieo.it)
- Cetti Curfino (La nave di Teseo, 2018). ISBN 978-8-89344-543-6 (lanavediteseo.eu)
- Il sangue della Montagna (La nave di Teseo, 2021). ISBN 978-8-83460-713-8 (lanavediteseo.eu)

### Essays
- "Letteratitudine, il libro - vol. I - 2006-2008" (Azimut, 2008);
- "L’e-book ist die Zukunft des Buches" (Historica, 2011);
- "Letteratitudine, il libro - vol. 2" (Historica, 2012);
- "Letteratitudine 3: Lektüren, Schriften, Metanarrationen" (LiberAria, 2017, LiberAria)

### Kurzgeschichten
- "Der Fischschwanz, der die Liebe verfolgte" (Sampognaro & Pupi, 2010 - Preis "Più a Sud di Tunisi" 2011), zusammen mit Simona Lo Iacono;
- Kurzgeschichtensammlung "Reise ins Morgengrauen des Jahrtausends" (Perdisa Pop, 2011 - Internationaler Preis Sebastiano Addamo).